# Patrologija
Patrologijom ili patristikom obično nazivamo prvo razdoblje povijesti kršćanske literature, a definira se kao nauka o životu i književnoj djelatnosti starih crkvenih pisaca. Ograničuje li se samo na izlaganje života i djelatnost crkvenih pisaca, govorimo o patrologiji u užem smislu, i u tome je smislu istovjetna sa starocrkvenom povijesti književnosti.

## Ime
Pojam dolazi od grčkih riječi: πατέρ što znači "otac", a riječ λόγος znači "riječ", "nauk". Zato pojam patrologije možemo prevesti kao nauk o ocima, pri čemu se misli isključivo na crkvene oce. Crkva je u starini, sve do 4. st. ovaj pojam primjenjivala isključivo na biskupe, koji su bili oci pojedine mjesne Crkve, a time i oci svakog vjernika rođena na duhovni život u Crkvi. Od 5. st. ovaj pojam se pridaje i svećenicima (Jeronim) i đakonima (Efrem).
Za naslov crkvenog oca potrebno je:
-	svetost života
-	pravovjerni nauk
-	drevnost (starina) 
-	Crkveno odobrenje
Četiri velika latinska crkvena oca:
- sv. Ambrozije
- sv. Augustin
- sv. Jeronim
- sv. Grgur Veliki

Četiri velika grčka crkvena oca:	
- sv. Bazilije Veliki
- sv. Grgur Nazijanski
- sv. Ivan Zlatousti
- sv. Atanazije Aleksandrijski

## Povijest patrologije
Riječ patrologija prvi je upotrijebio protestant Johann Gerhard, koji je izdao svoju “Patrologiju“ u Jeni god. 1653. Međutim počeci patrološke znanosti su puno stariji. Njezinim začetnikom možemo smatrati Euzebija Cezarejskog (umro 339.) koji je u svojoj Crkvenoj povijesti opisao kršćanske pisce, pravovjerne i heretike, te tako postao izvanredno važan za povijest straokršćanske književnosti prije svog vremena. 
Međutim ocem patrologije se smatra sv. Jeronim sa svojim djelom „De viris illustribus sive cathalogus de scriptoribus ecclesiasticis“, u kojem je opisao 135 pisaca. To njegovo djelo su mnogi kasnije nadopunjavali s novijim autorima.

## Izdanja i zbirke patrologije
Od najvećih zbirki možemo izdvojiti: 
- 17. i 18. st. - kritička izdanja francuskih benediktinaca sv. Maura;
- 19. st.-  J.P. Migne (+1875), 400 volumena: Patrologiae cursus completus, grčki niz  (PG) i latinski niz (PL);
- od 1866.: Corpus Scriptorum Ecclesiasticorum Latinorum (CSEL): Latinski i grčki niz Bečke i Berlinske akademije. Izdavanje u tijeku, a do sada objavljeno 90 volumena;
- od 1903.: Corpus Scriptorum Christianorum Orientalium (CSCO), izdavano u Parisu, Louvainu i Washingtonu. Do sada objavljeno 400 volumena, a izdavanje u tijeku;
- od 1953.: Corpus Christianorum (CC) u izdanju benediktinaca opatije Svetog Petra iz Steenbruggea (Belgija), a sastavljen je od tri niza: latinski, grčki i istočni, dopunjena sa srednjovjekovnim djelima (continuatio medievalis). Izdavanje je u tijeku, a do sada je objavljeno 160 volumen, a predviđeno je izdavanje 175 volumena 2348 djela ili ulomaka;
- od 1942.: francusko izdanje Sources chrétiennes (SC), ed. du Cerf, dvojezični tekstovi. Do sada objavljeno 260 volumena.

### Zbirke prijevoda na hrvatski jezik
- Izbor iz starokršćanske književnosti, antologijska zbirka koju su priredili K. Rac – Fr. Lesman, Zagreb 1917.
- Izazov starih florilegij otačkih tekstova s aktualizirajućim komentarom; priredio T.J.Šagi – Bunić, KS, Zagreb 1972.
- Prijevodi s opširnim uvodima izabranih dijela Bazilija, Atanazija, Tertulijana, Grgura iz Nise, Origena, Ambrozija. Ciprijana i Augustina u izdanju “Službe Božje“ iz Splita, “Symposiona“ iz Splita i KS iz Zagreba priredio je M. Mandac.

## Vanjske poveznice
Mrežna mjesta
- Patrologija
- Latinska, grčka, sirijska, gruzijska i armenska patrologija  Arhivirana inačica izvorne stranice od 5. rujna 2011. (Wayback Machine)
- Opera Omnia dal Migne Patrologia Graeca con indici analitici e traduzioni (EN, IT, PT)
- Spisi Crkvenih Otaca (na engleskom)
- Migne Patrologia Latina i *Migne Patrologia Greca